# James Rutherford
James Rutherford (* 29. Mai 1972 in Norwich) ist ein englischer Opernsänger (Bariton).

## Leben
Rutherford absolvierte seine Ausbildung am Royal College of Music und am National Opera Studio in London. Engagiert war er bislang u. a. an der Opéra de Paris, der Welsh National Opera, der Opera North, dem Royal Opera House Covent Garden, der English National Opera, der Deutschen Staatsoper Berlin, der Hamburgischen Staatsoper (Giorgio Germont in Verdis La Traviata), der Lyric Opera of Chicago, der San Francisco Opera (Wolfram in Wagners Tannhäuser), sowie bei den Festivals von Buxton, Montpellier und Innsbruck.
Als Hans Sachs in Wagners Oper Die Meistersinger von Nürnberg gastierte er u. a. bei den Festspielen von Bayreuth und Glyndebourne, in Köln, an der Wiener Staatsoper, in Hamburg und in Budapest.
Rutherford arbeitete u. a. mit den Dirigenten Sir Colin Davis, Sir Mark Elder, Christopher Hogwood, Sir Charles Mackerras, Sakari Oramo, Sir Roger Norrington, Leonard Slatkin, Donald Runnicles zusammen.